# Championnats de France d'escalade 2015
Navigation
Édition précédente Édition suivante
Les championnats de France d'escalade de 2015 se déroulent sur trois weekends : un pour chaque discipline.
Les championnats de France d'escalade de bloc ont lieu les 28 et 29 mars à La Baconnière, dans la Mayenne. Les titres féminins et masculins sont remportés par Fanny Gibert et Jérémy Bonder.
Les championnats de France d'escalade de vitesse ont lieu les 25 et 26 avril à Voiron, en Isère. Les titres féminins et masculins sont remportés sur la voie du record par Anouck Jaubert et Bassa Mawem, et sur voie classique par Margaux Deschamps et Yoann Le Couster.
Les championnats de France d'escalade de difficulté ont lieu les 23 et 24 mai à Gémozac, en Charente-Maritime. Les titres féminins et masculins sont remportés par Charlotte Durif et Romain Desgranges.

## Déroulement
Épreuves de bloc
La compétition de bloc est organisée dans l'espace sportif François Legrand situé sur le territoire de La Baconnière. Les épreuves de qualification ont lieu le samedi 28 mars, et les demi-finales et finales ont lieu le dimanche 29 mars. Les finales sont suivies par plus de 1100 personnes sur place et par 1900 personnes sur le streaming diffusé sur internet.
Épreuves de vitesse
En 2015, deux championnats de France d'escalade de vitesse sont programmés. Le samedi 25 avril a lieu le championnat sur la voie du record, c'est-à-dire celle qui est utilisée dans les compétitions internationales, homologuée pour le record de vitesse. Le dimanche 26 avril, le second championnat a lieu sur une voie classique, c'est-à-dire une voie ouverte spécialement pour la compétition, avec des prises et un tracé différent de la voie du record, et qui est dupliquée et identique dans les deux couloirs du mur de vitesse.
Épreuves de difficulté
La compétition est organisée à Gémozac. Les épreuves de qualifications ont lieu le samedi 23 mai. Les demi-finales et finales ont lieu le lendemain, le dimanche 24 mai.
Classement combiné
En 2015, l'épreuve de vitesse qui compte pour le titre de champion de France du classement combiné, est celle du championnat de France de vitesse sur la voie du record. Les titres de Championne et de Champion de France des classements combinés seront décernés à Gémozac à l’issue du Championnat de France d'escalade de difficulté. Charlotte Durif remporte le titre féminin, et Manu Cornu le titre masculin.

## Palmarès
Bloc
| Catégorie | Or            | Argent          | Bronze          |
| --------- | ------------- | --------------- | --------------- |
| Femmes    | Fanny Gibert  | Charlotte Durif | Mélissa Le Nevé |
| Hommes    | Jérémy Bonder | Alban Levier    | Manuel Cornu    |

Vitesse voie du record
| Catégorie | Or             | Argent           | Bronze            |
| --------- | -------------- | ---------------- | ----------------- |
| Femmes    | Anouck Jaubert | Aurélia Sarisson | Margaux Deschamps |
| Hommes    | Bassa Mawem    | Guillaume Moro   | Yoann Le Couster  |

Vitesse voie classique
| Catégorie | Or                | Argent       | Bronze              |
| --------- | ----------------- | ------------ | ------------------- |
| Femmes    | Margaux Deschamps | Elma Fleuret | Anouck Jaubert      |
| Hommes    | Yoann Le Couster  | Manuel Cornu | Jean Salaun-Penquer |

Difficulté
| Catégorie | Or                | Argent           | Bronze           |
| --------- | ----------------- | ---------------- | ---------------- |
| Femmes    | Charlotte Durif   | Julia Chanourdie | Alizée Dufraisse |
| Hommes    | Romain Desgranges | Gautier Supper   | Thomas Ballet    |

Combiné
| Catégorie | Or              | Argent | Bronze |
| --------- | --------------- | ------ | ------ |
| Femmes    | Charlotte Durif |        |        |
| Hommes    | Manuel Cornu    |        |        |